# Rajkummar Rao
Rajkummar Rao anche conosciuto come Rajkumar Yadav (Gurgaon, 31 agosto 1984) è un attore indiano.
Sviluppata la propria carriera nel cinema Hindi, ha ricevuto numerosi premi, incluso un National Film Award, tre Filmfare Awards.

## Biografia
Cresciuto a Gurgaon, Rao ottiene il diploma all'Università di Delhi, dalla quale passa poi al Film and Television Institute of India dove si laurea nel 2008. Il suo debutto avviene a Mumbai nel film Love Sex Aur Dhokha del 2010, un film sperimentale erotico che ottenne un buon successo. Solo dopo alcuni ruoli da comparsa, riuscì ad affermarsi nel film Kai Po Che! del 2013, dopo il quale ottenne il ruolo di Shahid Azmi nel film drammatico Shahid, sempre del 2013, grazie al quale fu premiato con il National Film Award e il Filmfare Award per il miglior attore. 
Rao ha continuato recitando nella commedia romantica di successo Queen (2014) e ha recitato nei film CityLights (2014), Aligarh (2016) e Trapped (2016), i quali sono stati positivamente accolti dalla critica. L'ultimo di questi gli è valso un altro Filmfare Award per il miglior attore. Tra le sue uscite del 2017, la commedia romantica Bareilly Ki Barfi e la commedia nera Newton sono state entrambe successi commerciali e per le quali gli hanno conferito numerosi riconoscimenti tra cui il Filmfare Award come miglior attore non protagonista per il primo e l'Asia Pacific Screen Award come miglior attore per il secondo. La sua uscita di maggior incasso è arrivata con la commedia horror Stree (2018).

## Filmografia

### Cinema
| Anno | Film                            | Ruolo                       | Note |
| ---- | ------------------------------- | --------------------------- | --- |
| 2010 | Rann                            | Lettore del Quotidiano      | |
| 2010 | Love Sex Aur Dhokha             | Adarsh                      | |
| 2011 | Ragini MMS                      | Uday                        | |
| 2011 | Shaitan                         | Malwankar Pintya            | |
| 2012 | Gangs of Wasseypur - Part 2     | Shamshad Alam               | |
| 2012 | Chittagong                      | Lokenath Bal                | |
| 2012 | Talaash: The Answer Lies Within | Devrath Kulkarni            | |
| 2013 | Kai Po Che!                     | Govind Patel                | Candidatura – Filmfare Award per il miglior attore non protagonista                                       |
| 2013 | Boyss Toh Boyss Hain            |                             | |
| 2013 | D-Day                           | Moin (voce)                 | |
| 2013 | Shahid                          | Shahid Azmi                 | National Film Award per il miglior attore Filmfare Critics Award for Best Actor                           |
| 2014 | Queen                           | Vijay                       | |
| 2014 | CityLights                      | Deepak Singh                | |
| 2014 | Bombay Mirror                   |                             | Cortometraggio                                                                                            |
| 2015 | Dolly Ki Doli                   | Sonu Sherawat               | |
| 2015 | Hamari Adhuri Kahani            | Hari Prasad                 | |
| 2016 | Aligarh                         | Deepu Sebastian             | Candidatura – Filmfare Award per il miglior attore non protagonista                                       |
| 2016 | Trapped                         | Shaurya                     | Filmfare Critics Award per il miglior attore                                                              |
| 2017 | Raabta                          | Muwaqqit                    | |
| 2017 | Behen Hogi Teri                 | Shiv Kumar Nautiyal (Gattu) | |
| 2017 | Bareilly Ki Barfi               | Pritam Vidrohi              | Filmfare Award per il miglior attore non protagonista                                                     |
| 2017 | Newton                          | Newton Kumar                | Asia Pacific Screen Award per il miglior attore Candidatura –Filmfare Critics Award per il miglior attore |
| 2017 | Shaadi Mein Zaroor Aana         | IAS Satyendra Mishra        | |
| 2018 | Omerta                          | Ahmed Omar Saeed Sheikh     | |
| 2018 | Fanney Khan                     | Adhir                       | |
| 2018 | Stree                           | Vicky                       | Star Screen Award per il miglior attore                                                                   |
| 2018 | Love Sonia                      | Manish                      | |
| 2018 | 5 Weddings                      | Harbhajan Singh             | |

- La tigre bianca (The White Tiger) (2021)
- Roohi, regia di Hardik Mehta (2021)

### Televisione
| Anno | Titolo             | Ruolo               | Rete      | Note      | Ref.  |
| ---- | ------------------ | ------------------- | --------- | --------- | ----- |
| 2017 | Bose: Dead / Alive | Subhas Chandra Bose | ALTBalaji | Serie Web | [ 2 ] |